# Getxo

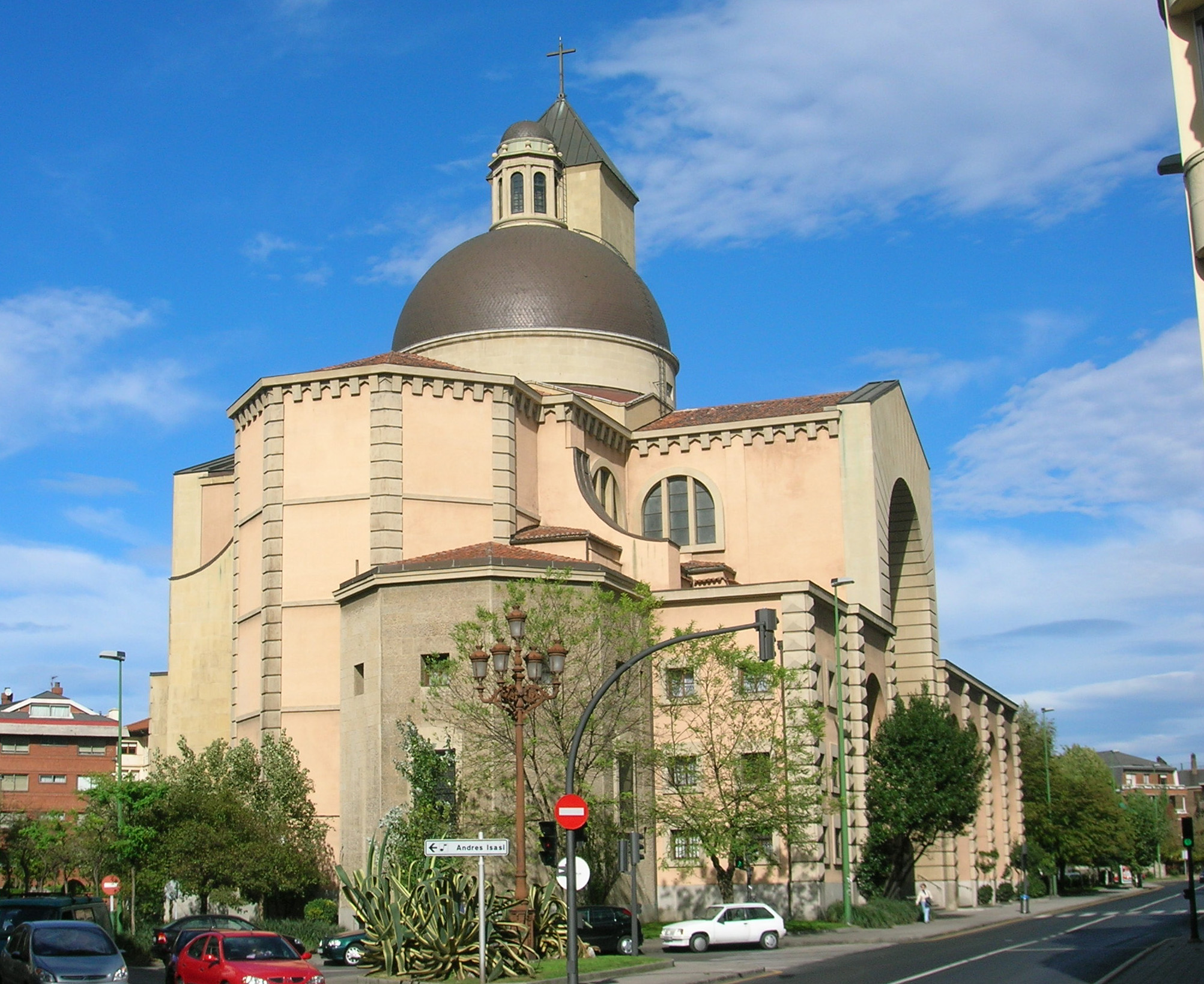
Kirche Nuestra Señora de las Mercedes im Stadtteil Las Arenas, Getxo

Getxo ['getʃo] (spanisch Guecho) ist eine Stadt in der Provinz Bizkaia in der Autonomen Region des Baskenlandes in Spanien.
Getxo liegt an der Mündung des Nervións am Golf von Biskaya, nördlich angrenzend an die Provinzhauptstadt Bilbao. Getxo gehört zum Kreis (comarca) Groß-Bilbao und der Agglomeration Bilbaos.

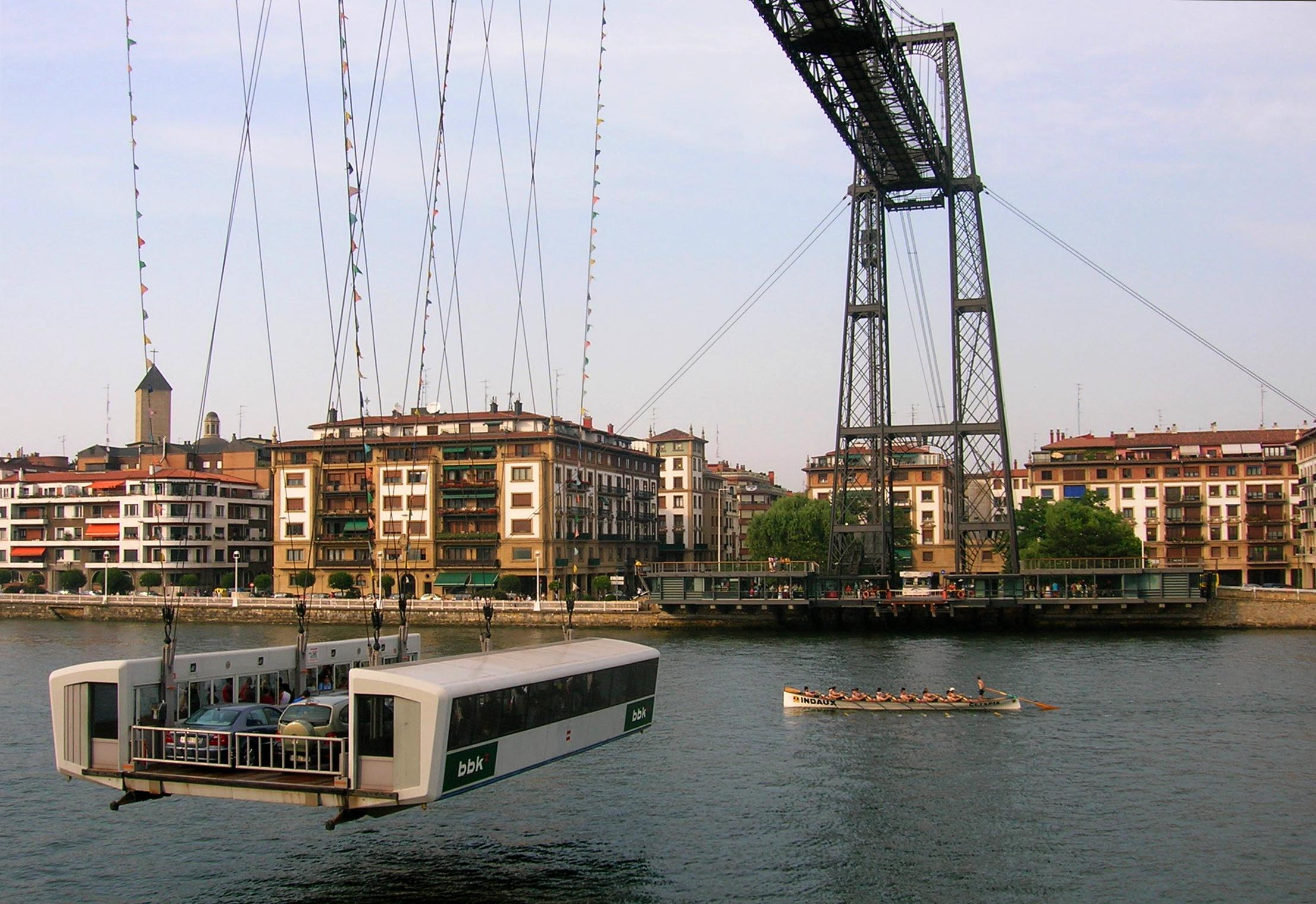
Schwebefähre von Portugalete nach Getxo

Im 19. Jahrhundert sorgten reiche Kaufleute und Industrielle aus Bilbao und Madrid, die ihren Sommersitz nach Getxo verlegten, für ein rasches Bevölkerungswachstum und einen wirtschaftlichen Aufschwung; es entstanden Seebäder, ein Kasino und Hotels. Die bis zu 60 Meter hohe Steilküste, die teilweise in Sandstrände übergeht, prägt das Bild der Stadt, die durch ihr mildes Klima (durchschnittl. 8 °C im Winter und 20 °C im Sommer) anziehend wirkt.
Vom Stadtteil Las Arenas (Die Sandstrände) führt die älteste Schwebefähre der Welt, die Puente de Bizkaia aus dem Jahr 1893, über die Ria des Nervión zur gegenüberliegenden Stadt Portugalete. Seit 2006 zählt die Fähre zum Weltkulturerbe der UNESCO.
Der Hafen im Stadtteil Algorta (als eigenständiges Fischerdorf aus dem 11. Jahrhundert bezeugt) dient heute vorwiegend dem Tourismus und der Freizeit, der traditionelle Fischfang spielt kaum noch eine Rolle, obwohl er durch die Nähe zur Großstadt Bilbao bis in die Neuzeit einen entscheidenden Beitrag zur Entwicklung der Stadt lieferte.

## Politik
Bürgermeisterin von Getxo ist Amaia Agirre Muñoa (PNV).
Stadtratswahl (2019): PNV: 39,1 % (elf Sitze), PP: 16,5 % (fünf Sitze), IU-EB: 14,7 % (vier Sitze), PSE-EE: 10,9 % (drei Sitze), Wählervereinigung „Elkarrekin Podemos“ 7,9 % (zwei Sitze).

## Söhne und Töchter der Stadt
- Emilio Alonso Larrazábal (1912–1989), Fußballspieler
- José María Zárraga (1930–2012), Fußballspieler, -trainer und -funktionär
- Pedro Morenés (* 1948), Politiker
- Íñigo Landaluze (* 1977), Radrennfahrer
- Andoni Vivanco-Guzmán (* 1990), Tennisspieler
- Oier Zarraga (* 1999), Fußballspieler